# Wòlof
El wòlof és una llengua de la família de les llengües nigerocongoleses. La parlen aproximadament 13 milions de persones. És l'idioma més parlat al Senegal.
Al Senegal el 40% de la població té la llengua wòlof com a llengua materna i l'altre 40% com a segona llengua. A Gàmbia el 15% de la població (unes 200.000 persones) la tenen com a llengua materna, però a la capital, Banjul, més o menys 50% l'usa com a primera llengua. A Mauritània, si fa no fa 7% (185.000 persones) de la població parla wòlof, sobretot a les zones costaneres de l'est.

Llocs on es parla wòlof

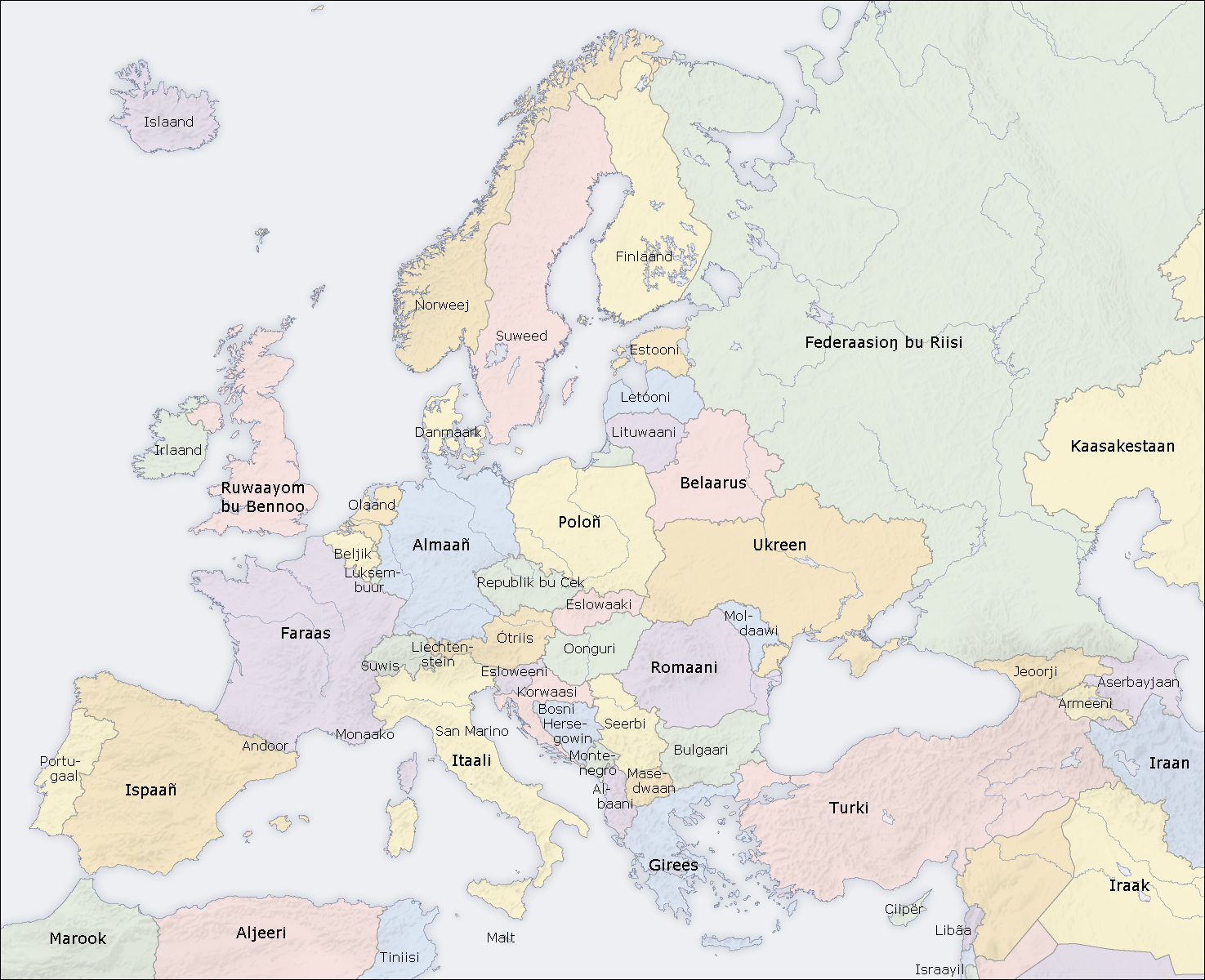
Nom dels països d'Europa en wòlof

Des de 1970 el wòlof forma part de llengües nacionals del Senegal. Actualment, el Senegal té fins a 25 llengües nacionals, però en les escoles públiques només s'ensenya el francès, això posa en relleu que aquest ampli ventall de llengües estan amagades i fins i tot prohibides.

## Alfabet i pronunciació
| A | B | C | D | E | Ë | F | G | I | J | K | L | M | N | Ñ | Ŋ | O | P | Q | R | S | T | U | W | X | Y |
| a | b | c | d | e | ë | f | g | i | j | k | l | m | n | ñ | ŋ | o | p | q | r | s | t | u | w | x | y |

### Consonants
|                 | Bilabial    | Labiodental | Labiovelar | Alveolar        | Palatal         | Velar           | Uvular  |
| --------------- | ----------- | ----------- | ---------- | --------------- | --------------- | --------------- | ------- |
| Oclusiva        | p (p) b (b) |             |            | t (t) d (d)     | c (c) ɟ (j)     | k (k) g (g)     | q (q)   |
| Nasal           | m (m)       |             |            | n (n)           | ɲ (ñ)           | ŋ (ŋ)           |         |
| Prenasalitzades | m̩b (mb)     |             |            | n̩t (nt) n̩d (nd) | ɲc (nc) ɲɟ (nj) | ŋ̍k (nk) ŋ̍g (ng) | ɴq (nq) |
| Vibrant         |             |             |            | r (r)           |                 |                 |         |
| Fricativa       |             | f (f)       |            | s (s)           |                 | x~χ (x)         |         |
| Aproximant      |             |             | w (w)      |                 | j (y)           |                 |         |
| Lateral         |             |             |            | l (l)           |                 |                 |         |

### Vocals
|             | Anterior | Central | Posterior |
| ----------- | -------- | ------- | --------- |
| Tancada     | i (i)    |         | u (u)     |
| Semitancada | e (é)    |         | o (ó)     |
| Mitjana     |          | ə (ë)   |           |
| Semioberta  | ɛ (e)    |         | ɔ (o)     |
| Oberta      |          | a (a)   |           |

## Vocabulari en wòlof
- Com anem? - na nga def?
- Què tal? - numu demé
- Molt bé - maa ngi fi (rekk)
- Com et dius - no tu du ?
- Jo em dic… - … la tu du
- Ets genial ! - da ga ma neh
- T’estimo - da ma la buge!
- Fes-me un petó - fone ma
- Adéu - magedem